# Château des Monthairons
Le château des Monthairons est situé sur la commune des Monthairons dans le département de la Meuse et la région Grand Est en France.

## Toponymie
Le parc comporte toujours une héronnière, qui, selon une fort jolie légende dont nous connaissons mal l’origine, aurait donné son nom au village : Les Monthairons et à son château (Le Mont des Hérons).
En fait l’étymologie proviendrait aussi de "Mont Aride", en référence à la colline qui avoisine le village à l’ouest. Aux expressions latines "Mons ardea, Mons Ardecus, ont succédé en 1306-1334, Maheron, Meharon en 1356, Maharon en 1370. En 1579, c’était Grand Mehairon. On trouve encore Monthero en 1656 et Montheron le Grand en 1700."
L’orthographe actuelle semble déjà utilisée avant la Révolution bien qu’ultérieurement subsistent encore Mohairon ou Montheron. En patois local, c’était M’haron (h aspiré).

## Historique
Il a été construit en 1857-1859 par Charles-Henri de la Cour sur l’emplacement de l’ancienne résidence seigneuriale que la famille possédait depuis 1685 par dotation à la suite du mariage de Marie Nicolas avec Henry de la Cour, seigneur de Villier, devant DUN (noblesse de haute lignée), famille originaire de Bourgogne et dont une branche cadette vint s’établir en Lorraine en 1477, après la mort de Charles le Téméraire. 
Cette famille a donné un général de génie : Nicolas de la Cour, et un célèbre Prieur, grand réformateur de l’ordre des bénédictins : Dom Didier de la Cour naît en 1550 à Montzéville, près de Charny, entre à 17 ans à l’Abbaye de Sainte-Vanne à Verdun, puis étudie à l’université de Pont-à-Mousson. Devenu prieur claustral à Saint-Vanne, il commence en 1600 à appliquer dans toute sa rigueur la règle originelle et se met en relation avec le monastère de Saint-Hydulphe à Moyenmoutier. Il mourut en odeur de sainteté à l’âge de 73 ans et fut béatifié. En 1811, son corps est transféré dans la chapelle familiale attenant au Château.
À l’origine, le domaine s’étendait sur 225 ha de terre et de prés, deux fermes y étaient implantées. La famille de la Cour était en outre propriétaire de 195 ha de forêt et 17 ha de parc bordant la rive gauche de la Meuse sur toute sa longueur, les trois autres côtés étaient clos de murs de deux mètres de hauteur environ.
C’est en 1902 que le château et le parc furent vendus à monsieur le baron de Chadenet, anobli par l’empereur Napoléon III pour l’avoir fortement soutenu. Quelques années plus tard les 195 ha de forêts furent vendus aux frères Nathan (les bois prirent le nom de Bois Nathan).
Le 25 juin 1915, le château des Monthairons fut réquisitionné pour y installer un hôpital d’évacuation militaire cédé exclusivement aux troupes américaines. Au début, cet hôpital fut doté de l’ambulance 3/67, d’une section d’hospitalisation 3/6 et de l’ambulance chirurgicale no 13, à laquelle fut affecté une huitaine de jours à la mi-avril 1916 le compositeur Maurice Ravel,. L’hôpital fonctionna durant toute la guerre.
Durant la seconde guerre mondiale, le château fut occupé par les troupes allemandes.
Acheté en 1985 par la famille Thouvenin qui, depuis 1989, fait revivre le château des Monthairons, en tant qu’Hostellerie de charme et de caractère.
Le 15 avril 2016, l'association Meuse 14-18 en partenariat avec l'association des Amis de Maurice Ravel a organisé  une célébration (concert, exposition, plaque commémorative) du centenaire du passage de Maurice Ravel comme soldat à Verdun,.
La nuit du 5 au 6 novembre 2018, le président de la République, Emmanuel Macron, a dormi au château des Monthairons, à l'occasion des commémorations du centenaire du 11 novembre 1918.

## Architecture
Les fondations de l’ancienne demeure, devenue plus que vétuste au cours des siècles, ajoutés aux guerres, à la Révolution, servirent à l’édification du château actuel, bâti dans un parc de 14 ha planté d’arbres aux nombreuses essences.
Le décor du château et des dépendances datés 1857 est "néo-classique" et "Restauration".
Une grille monumentale et surtout la porte finement ouvragée, surmontée d’une couronne comtale, ennoblissent cette construction qui est une intéressante copie du château de Azay-le-Rideau, dû au coup de crayon de l’architecte Demoget.
Une chapelle du XVIe siècle, transformée à la fin du XVIIIe siècle en ermitage se trouve également dans l’enceinte du parc. Des documents relatent que cette chapelle était érigée non loin d’une construction dite "La Tour de Monthairons". Encore habitée par un fermier un 1774, on en perd la trace à l’époque de la Révolution. Parfois désignée comme château, tour féodale ou encore petite forteresse, cette tour aurait été propriété du Comte de Fontenoy, seigneur foncier et devait se situer entre Monthairon Le Grand et Monthairon Le Petit. Sur l’ancien plan cadastral datant de 1835, la chapelle est désignée « Chapelle de la Tour » et le lieudit à l’ouest de la route entre la ferme et la fontaine est indiqué « Devant La Tour ».
Les bâtiments ont été en partie inscrits monuments historiques par arrêté du 20 septembre 1996 : façades et toitures du château, y compris la terrasse et la balustrade sur le parc ainsi que la grille flanquée des deux tours pigeonniers de la cour.  

## Parc
Un large méandre de la Meuse borde la propriété sur le côté Est. Il a été rapporté que le cours du fleuve aurait été dévié de son état naturel par le seigneur des lieux afin d’agrémenter sa propriété. Bien qu’aucun document, ni aucune date ne viennent étayer cette hypothèse, quelques points méritent d’être soulignés. Une partie de ce qui pourrait être l’ancien lit de la Meuse, appelée "Morte Meuse" subsiste encore. Par ailleurs, le lieudit de la prairie située entre la dite « Morte Meuse » et le cours actuel du fleuve était désigné « Vieille rivière ». Enfin, d’après un récit d’un abbé de Saint-Vanne, de grands travaux auraient été entrepris au XIe siècle durant le règne de l’évêque Thierry (1046-1099). La Meuse, à cette époque, était divisée en deux branches inégales dans sa portion Troyon-Dieue. L’une, la plus importante, passait par Ambly et Génicourt, tandis que l’autre, de moindre importance, passait par Tilly, Villers et Monthairons. Les châteaux étaient pour la plupart des propriétés de l’évêché et loués aux seigneurs qui en avaient la charge. Le but de ces travaux qui débutèrent aux environs de 1075 et qui ne devaient se terminer qu’après le décès de l’évêque, était d’arroser ses biens dans les villages cités, par la construction de barrages au bout desquels étaient installés des moulins. Le barrage de Tilly qui augmente considérablement le niveau des eaux, conduit à fermer définitivement la branche s’écoulant vers Ambly.
Au centre du Parc s’ouvre une large allée centrale qui donnait vue sur l’église de Monthairons, ce qui permettait aux propriétaires des lieux de voir l’heure à l’horloge du clocher du village à l’aide d’une lunette.
Le parc y compris les  fabriques de jardin du XIXe siècle l'ermitage et la chapelle sont inscrits comme monuments historiques par arrêté du 20 septembre 1996.
À l’intérieur du parc, sur les plus hauts arbres existe encore actuellement une héronnière très peuplée. Chaque année, ces mêmes occupants reviennent en nombre pour le printemps.	